# Der Stein des Gockels

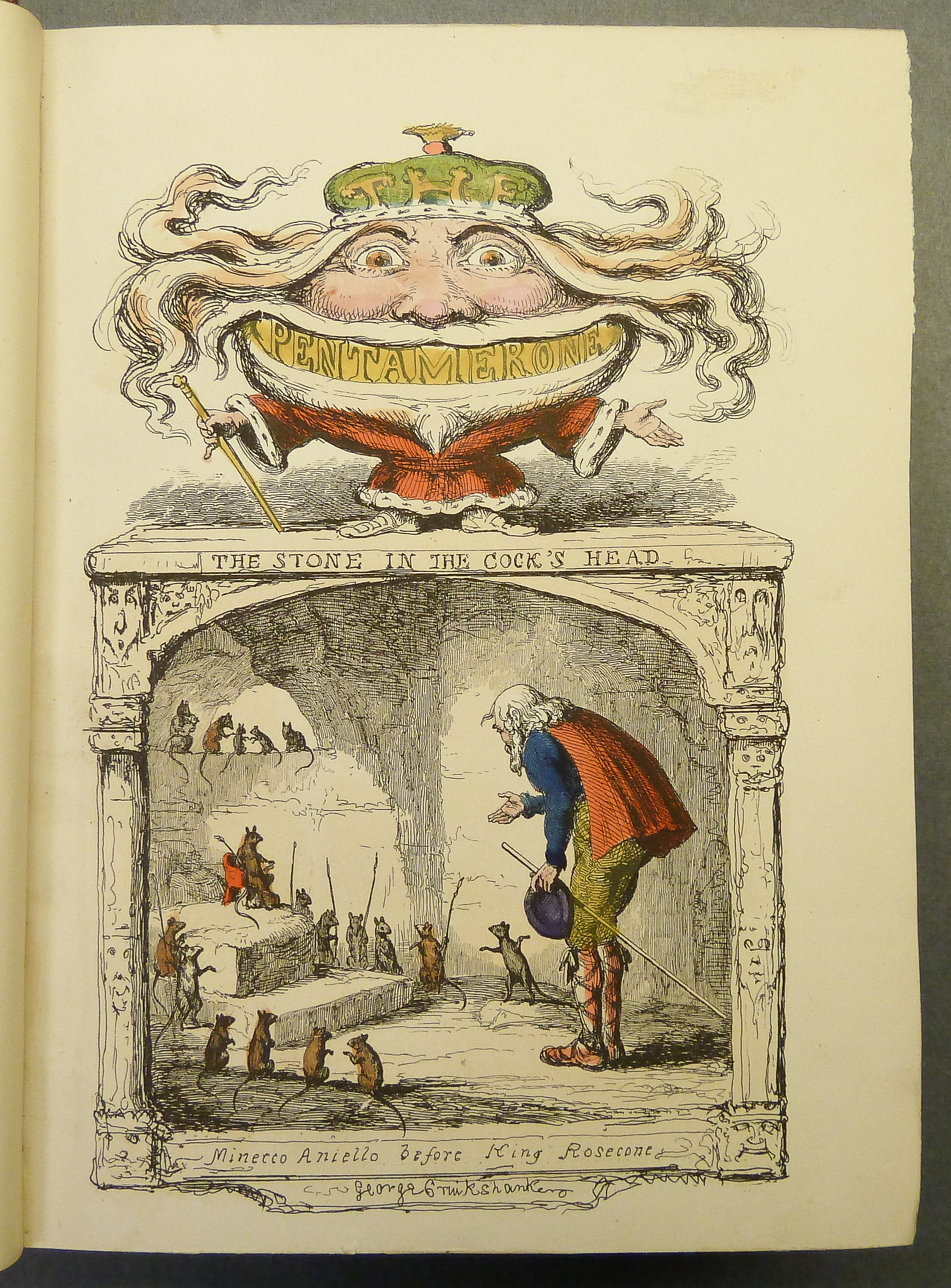
Illustration von George Cruikshank, 1848

Der Stein des Gockels (neapolitanisches Original: La petra de lo gallo) ist ein Märchen (AaTh 560). Es steht in Giambattista Basiles Sammlung Pentameron als erste Erzählung des vierten Tages (IV,1). Felix Liebrecht übersetzte Der Hahnenstein.

## Inhalt
Aniello verkauft den Gockel, seine letzte Habe zwei Zauberern. Da lauscht er ihnen ab, dass der Stein in dessen Kopf jeden Wunsch erfüllt, und schlachtet ihn selbst. Er wünscht sich wieder jung, bekommt ein Schloss und die Königstochter. Die Zauberer aber drehen seiner Tochter eine tanzende Puppe an und kommen so an den Ring. Der wieder gealterte und verarmte wandert ins Königreich der Mäuse, deren zwei einst in der Kneipe mithörten, dass einer der Diebe den Ring nie ablegt. Bei diesem angekommen, benagt eine seinen Finger im Schlaf, da legt er ihn ab, und die andere trägt ihn weg. Aniello verwandelt die Diebe in Esel, auf denen er den Mäusen Käse bringt. Dann stürzt er die Esel zu Tode und wird vom König gern aufgenommen.

## Bemerkungen

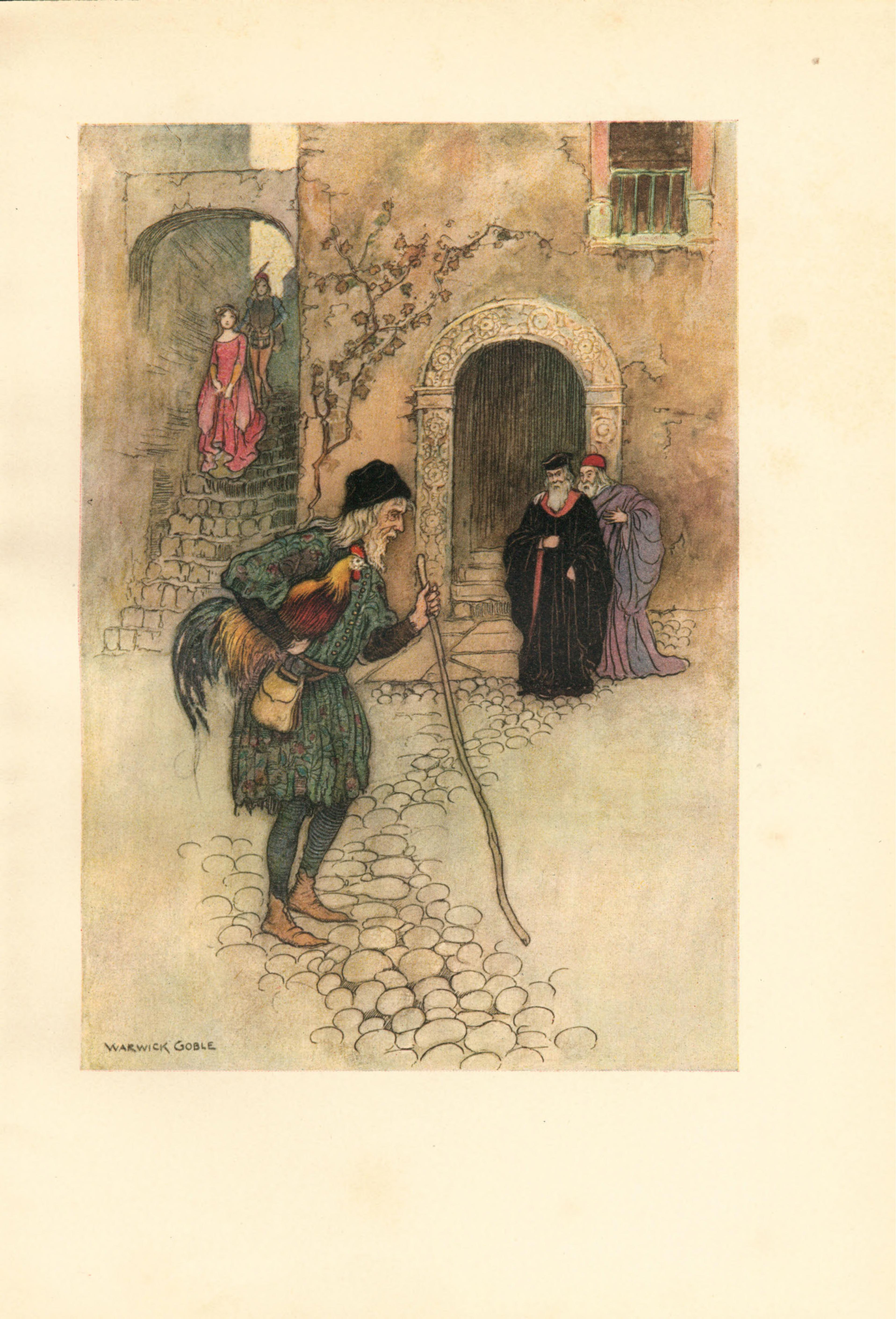
Illustration von Warwick Goble, 1911

Vgl. bei Basile V,1 Die Gans. Rudolf Schenda bemerkt, dass schon Plinius der Ältere Steine im Herz von Hähnen erwähnt, denen man magische Kräfte beimaß. Der Stoff finde sich auch in Lorenzo Lippis Epos Malmantile racquistato (Canto IV). Clemens Brentano bearbeitete das Märchen als Das Märchen von Gockel und Hinkel in Italienische Märchen. Kletke übersetzte es als Der Hahnenstein in Märchensaal (Nr. 1). Cirese/Serafini kennen moderne Varianten. Vgl. bei Grimm Nr. 60, 85, 122, 104a. Walter Scherf erklärt das anfängliche Misstrauen der Mäuse mit einer mündlichen Überlieferung, dass die dankbare Katze den Stein durch Fangen einer Maus zurückbringt, die Tanzpuppe mit möglicher byzantinischer Entlehnung wie in Gonzenbachs Vom goldnen Löwen in Sicilianische Märchen (Nr. 68), 1870.
Basiles Text ist der älteste datierbare Beleg zu Märchen vom Zauberring (ATU 560), enthält aber auch außergewöhnliche Motive wie die Verjüngung. Die Mäuse helfen hier grundlos, die sonst üblichen Helfer Hund und Katze fehlen. Ein Text im Wortley-Montague-Manuskript von Tausendundeine Nacht stimmt mit Basile bis in Einzelheiten überein.
Das Baseler Marionettentheater Dagmar Horstmann zeigte Der Hahnenstein 2020 als Kinderstück.